# 普卢古尔姆
普卢古尔姆（法語：Plougoulm，法語發音：[pluɡulm]）是法国菲尼斯泰尔省的一个市镇，属于莫尔莱区。

## 地理
普卢古尔姆（48°40'1"N, 4°2'40"W）面积18.37 平方千米，位于法国布列塔尼大區菲尼斯泰尔省，该省份为法国最西部的省份，位于布列塔尼半岛西部，北西南三面环大西洋，东临阿摩尔滨海省和莫尔比昂省。
与普卢古尔姆接壤的市镇（或旧市镇、城区）包括：梅斯波勒、普卢埃南、圣波勒德莱昂、桑泰克、锡比里勒、特雷夫拉韦南、特雷济利代。

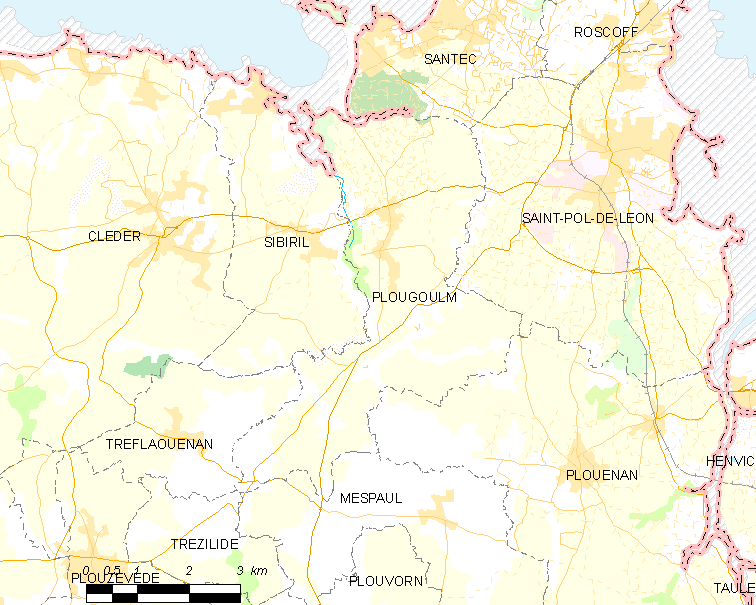
普卢古尔姆的OSM定位图

普卢古尔姆的时区为UTC+01:00、UTC+02:00（夏令时）。

## 行政
普卢古尔姆的邮政编码为29250，INSEE市镇编码为29192。

## 政治
普卢古尔姆所属的省级选区为圣波勒德莱昂县。

## 人口

1962-2008年间普卢古尔姆人口变化图示

普卢古尔姆于2022年1月1日时的人口数量为1761人。